# Høgskolen i Telemark
Høgskolen i Telemark (HiT) var en statlig högskola i Telemark fylke i Norge. Den grundades 1 augusti 1994 i samband med den norska Høgskolereformen och blev resultatet av att flera utbildningsenheter (i Porsgrunn, Skien, Bø, Notodden och Rauland) slogs samman till en gemensam högskola.
Høgskolen i Telemark hade ca 6 500 studenter och 600 anställda (2014). Högskolan erbjöd även PhD-studier samt viss utbildning i Drammen. 

## Sammanslagning
1 januari 2016 slogs högskolan samman med Høgskolen i Buskerud og Vestfold och bildade Høgskolen i Sørøst-Norge. Ett mål med sammanslagningen är att kunna erhålla universitetsstatus.